# Bernard Poinssot
Pour les articles homonymes, voir Poinssot.
Bernard Poinssot, né le 18 mai 1922 à Tunis (Tunisie) et mort le 10 juillet 1965 à Gonesse, est un photographe français spécialiste du portrait photographique.

## Biographie
Il était connu pour la vitrine de sa boutique rue Dauphine, à Paris, où étaient exposés ses portraits.

## Collections, musées
Le Département des Estampes et de la Photographie de la Bibliothèque nationale de France possède une collection de ses photos.

## Article sur lui
- Jean-Louis Swiners, « À la Microgalerie [Jean-Pierre Balbo] : Bernard Poinssot », dans Terre d'images, no 24, 15 avril 1966, p. 1.